# Фату Джеллоу
Фату Джеллоу (англ. Fatou A. Jallow; нар.. 19 квітня 1996 року, Сома, Гамбія) — королева краси Гамбії. У 2019 році вона звинуватила президента країни Ях'я Джамме в зґвалтуванні.

## Біографія
Фату Джеллоу належить до народу фульбе. Вона народилася 19 квітня 1996 року в місті Сома на півдні від річки Гамбія в родині Альфа Джаллоу та Ава Сахо.
Вона навчалася у старшій середній школі Нусрата до 12-го класу. У вересні 2014 року вона вступила на курси підготовки вчителів у Гамбійському коледжі в Брикамі.
У 2014 році, у 18-річному віці Фату Джеллоу виграла титул Міс 22 липня в національному конкурсі краси, організованому президентом Гамбії Ях'я Джамме.
Після перемоги в конкурсі краси в наступні місяці її кілька разів запрошували відвідати президентську резиденцію Джамме. Як нагороду за перемогу в конкурсі краси вона отримала від Джамме спочатку 50 000 гамбійських даласі, а пізніше ще 200 000 даласі (зі слів самої Фату).
У червні 2015 року місцева газета Kibaroo News опублікувала, що вона пропала безвісти на кілька тижнів після того, як її запросили до державної резиденції в столиці Гамбії Банжулі. Після конкурсу краси Джамме звинувачували в неодноразових сексуальних домаганнях до неї, а також він їй подарував кілька подарунків. Згідно зі звітом, її кілька разів доставляли до Джамме проти волі. Він кілька разів публічно заявляв, що хоче одружитися з Джеллоу, але вона відмовилась від цієї пропозиції.
У 2019 році у своєму інтерв'ю Фату Джаллоу розповіла про події 2015 року. У липні 2015 року вона втекла за кордон до Дакара, що у сусідньому Сенегалі. Там вона звернулася до правозахисні організації. 6 серпня 2015 року дівчина отримала притулок в Канаді і з тих пір живе в Торонто. Там вона пройшла курс терапії, а потім пройшла курси соціальних працівників. У 2019 році Фату Джеллоу почала працювати в службі підтримки телекомунікаційної компанії і допомагала в притулку для жінок.
Наприкінці липня 2019 року правозахисні організації Human Rights Watch і TRIAL звинуватили колишнього президента Гамбії Ях'я Джамме у зґвалтуванні Фату Джаллоу і закликали інших дівчат розповісти про подібні факти насильства з його боку.

## Реакція
Ях'я Джамме не став коментувати висунуті звинувачення.

Партійний діяч Альянсу за патріотичну переорієнтацію і творення Усман Рамбо Джатта, назвав звинувачення брехнею, заявивши: 
|                        | «The ex-president has no time to react to lies and smear campaigns. He is a very respectable God-fearing and pious leader who has nothing but respect for our Gambian women» (англ.) |  | «У екс-президента немає часу реагувати на брехню і наклепницькі кампанії. Він дуже шановний, богобоязливий і побожний лідер, який не відчуває нічого крім поваги до наших гамбійських жінок» (рос.) |  |
| — Усман Рамбо Джатта . | |  | |  |

Водій також заперечив звинувачення висунуті Джеллоу у зґвалтуванні.
Міністр юстиції і генеральний прокурор Гамбії Абубакарр Тамбаду і президент Колегії адвокатів Гамбії (GBA) Сальє Таал, подякували Джаллоу за мужність у своєму одкровенні і закликали інших жертв зґвалтування висловитися. Також вони висловили надію, що ці свідчення послужать підставою для пред'явлення нових обвинувачень проти Джамме. Жіноча правозахисна організація Асоціація жінок-юристів Гамбії (FLAG) приєдналася до їхньої думки і дійсно в наступні дні надійшли повідомлення про нові звинувачення на адресу високопоставлених політиків.
У вересні 2019 року виконуючий обов'язки голови Альянсу за патріотичну переорієнтацію і творення Фабакарі Джатта назвав ці звинувачення брехнею заявивши, що Джеллоу мала бути навіть вдячна екс-президенту Джамме за матеріальну підтримку і засудив обвинувачення з метою очорнити образ Джамме.
Джеллоу назвала цю заяву необґрунтованим залученням уваги і зазначила, що вона не звинувачувала Альянс за патріотичну переорієнтацію і творення, а особисто Джамме і партія не повинна говорити за нього.
31 жовтня 2019 року Джаллоу дала свідчення перед Комісією по встановленню істини, примирення і відшкодування збитків і повторила свої звинувачення.